# مشقوقة العصيفة
مَشْقُوقة العُصَيْفَة أو خافور (الاسم العلمي: Schismus)، جنس من النباتات العشبية الإفريقية والأوراسية من فصيلة النجيلية. تم تجنيس نوعان في أمريكا الشمالية، حيث يُعرفان باسم حشائش البحر الأبيض المتوسط.